# Amaliah
Amaliah is een bestuurslaag in het regentschap Aceh Tenggara van de provincie Atjeh, Indonesië. Amaliah telt 341 inwoners (volkstelling 2010).